# Ortiz (Venezuela)
Ortiz è un comune del Venezuela situato nello Stato del Guárico.
Il capoluogo del comune è la città di Ortiz.